# Magnum (vapen)

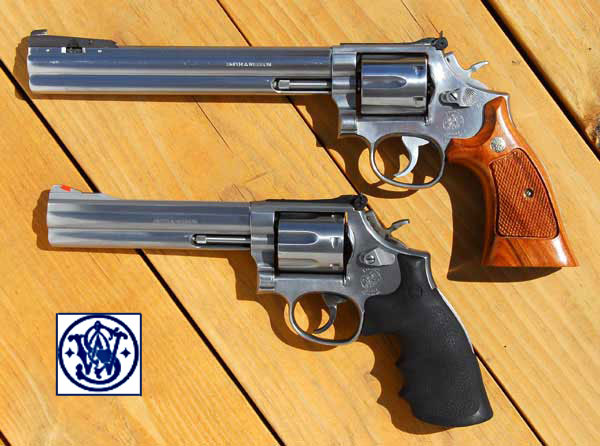
Två olika modeller av Magnumrevolvrar

Magnum är generellt sett en patron med stor krutvolym i relation till kalibern, ursprungligen utrustades magnumhylsor med en förstärkande fläns. Några kända patroner är .44 Magnum, .357 Magnum, .300 Winchester Magnum och 7 mm Remington Magnum. De moderna magnumpatronerna utvecklades efter andra världskriget. Kända förgrundsfigurer var under denna tid bland annat Roy Weatherby, Philip Sharpe och Richard Hart. Magnumpatroner avsedda för gevär har ofta sagts ha en nedre hastighetgräns på 900 m/s med normaltunga kulor. Vissa gevärspatroner med magnum i namnet når dock inte upp till 900 m/s.
Magnum betyder i vissa fall att det funnits en kaliber som man höjt effekten på och säger då inte mycket om kaliberns prestanda. Det är inte ovanligt att hylsan till magnumpatronerna är något längre än ursprunget. Anledningen till hylsförlängningen är att man inte ska kunna ladda ett till konstruktionen svagare vapen avsedd för normal ammunition med en kraftigare patron vilket kan förorsaka vapensprängning. Till exempel är .357 Magnum en .38 special som fått ca 3 mm längre hylsa, motsvarande gäller .44 Magnum som är en förlängning av .44 special.